# Maurizio di Anhalt-Dessau
Maurizio di Anhalt-Dessau (Dessau, 31 ottobre 1712 – Dessau, 11 aprile 1760) è stato un generale prussiano del XVIII secolo.

## Biografia
Entrò nell'esercito prussiano nel 1725, impegnandosi nel proprio primo servizio effettivo nella Guerra di successione polacca (1734-35), e negli anni successivi di Federico Guglielmo I ottenne importanti missioni. Nelle guerre della Slesia condotte da Federico II, Maurizio, il più famoso dei figli di Leopoldo, si distinse apertamente, specialmente nella Battaglia di Hohenfriedberg (Striegau) del 1745.
In quegli anni di pace che precedettero la Guerra dei Sette anni, inoltre, Maurizio venne impiegato da Federico il Grande per colonizzare le terre della Pomerania dell'Ovest e la Valle dell'Oder. Quando il re riprese le guerre nel 1756, Maurizio fu comandante di una delle colonne che ricacciarono i sassoni entro le linee di Pirna e ricevette le forze nemiche del Conte Rutowski dopo la sconfitta dell'Austria.
L'anno successivo un evento cambiò le sorti di Maurizio. Nella Battaglia di Kolín egli fece una mossa errata e per un fraintendimento con il re, cadde in disgrazia. Nei giorni disastrosi che seguirono, Maurizio si trovò sotto l'onta del disonore di Federico, ma la gloriosa vittoria di Leuthen (5 dicembre 1757) mise fine a questi contrasti. Al termine della giornata, narrano le fonti, Federico si congratulò con Maurizio con la frase: «Mi compiaccio di voi, Herr Feldmarschall!».
Si distinse nuovamente a Zorndorf, ma nella battaglia di Hochkirch cadde prigioniero e ferito nelle mani degli austriaci. L'anno successivo, poco dopo il suo rilascio, la sua ferita lo portò alla morte.

## Ascendenza
|                                      |   |                                | Genitori                              |  |  | Nonni |  |  | Bisnonni                           |  |  | Trisnonni                           |  |
|                                      |   |                                |                                       |  |  |       |  |  | Giovanni Casimiro di Anhalt-Dessau |  |  | Giovanni Giorgio I di Anhalt-Dessau |  |
|                                      |   |                                |                                       |  |  |       |  |  | Giovanni Casimiro di Anhalt-Dessau |  |  | Giovanni Giorgio I di Anhalt-Dessau |  |
|                                      |   | Dorotea del Palatinato-Simmern |                                       |  |  |       |  |  | Giovanni Casimiro di Anhalt-Dessau |  |  |                                     |  |
| Giovanni Giorgio II di Anhalt-Dessau |   |                                |                                       |  |  |       |  |  | Giovanni Casimiro di Anhalt-Dessau |  |  |                                     |  |
|                                      |   | Agnese d'Assia-Kassel          | Maurizio d'Assia-Kassel               |  |  |       |  |  |                                    |  |  |                                     |  |
|                                      |   | Agnese d'Assia-Kassel          | Maurizio d'Assia-Kassel               |  |  |       |  |  |                                    |  |  |                                     |  |
|                                      |   | Agnese d'Assia-Kassel          | Giuliana di Nassau-Dillenburg         |  |  |       |  |  |                                    |  |  |                                     |  |
| Leopoldo I di Anhalt-Dessau          |   | Agnese d'Assia-Kassel          |                                       |  |  |       |  |  |                                    |  |  |                                     |  |
|                                      |   | Federico Enrico d'Orange       | Guglielmo I d'Orange                  |  |  |       |  |  |                                    |  |  |                                     |  |
|                                      |   | Federico Enrico d'Orange       | Guglielmo I d'Orange                  |  |  |       |  |  |                                    |  |  |                                     |  |
|                                      |   | Federico Enrico d'Orange       | Louise de Coligny                     |  |  |       |  |  |                                    |  |  |                                     |  |
| Enrichetta Caterina d'Orange         |   | Federico Enrico d'Orange       |                                       |  |  |       |  |  |                                    |  |  |                                     |  |
|                                      |   | Amalia di Solms-Braunfels      | Giovanni Alberto I di Solms-Braunfels |  |  |       |  |  |                                    |  |  |                                     |  |
|                                      |   | Amalia di Solms-Braunfels      | Giovanni Alberto I di Solms-Braunfels |  |  |       |  |  |                                    |  |  |                                     |  |
|                                      |   | Amalia di Solms-Braunfels      | Agnese di Sayn-Wittgenstein           |  |  |       |  |  |                                    |  |  |                                     |  |
| Maurizio di Anhalt-Dessau            |   | Amalia di Solms-Braunfels      |                                       |  |  |       |  |  |                                    |  |  |                                     |  |
|                                      | … | …                              |                                       |  |  |       |  |  |                                    |  |  |                                     |  |
|                                      | … | …                              |                                       |  |  |       |  |  |                                    |  |  |                                     |  |
|                                      | … | …                              |                                       |  |  |       |  |  |                                    |  |  |                                     |  |
| Rudolf Föhse                         | … |                                |                                       |  |  |       |  |  |                                    |  |  |                                     |  |
|                                      |   | …                              | …                                     |  |  |       |  |  |                                    |  |  |                                     |  |
|                                      |   | …                              | …                                     |  |  |       |  |  |                                    |  |  |                                     |  |
|                                      |   | …                              | …                                     |  |  |       |  |  |                                    |  |  |                                     |  |
| Anna Luisa Föhse                     |   | …                              |                                       |  |  |       |  |  |                                    |  |  |                                     |  |
|                                      |   | …                              | …                                     |  |  |       |  |  |                                    |  |  |                                     |  |
|                                      |   | …                              | …                                     |  |  |       |  |  |                                    |  |  |                                     |  |
|                                      |   | …                              | …                                     |  |  |       |  |  |                                    |  |  |                                     |  |
| Agnese Ohme                          |   | …                              |                                       |  |  |       |  |  |                                    |  |  |                                     |  |
|                                      |   | …                              | …                                     |  |  |       |  |  |                                    |  |  |                                     |  |
|                                      |   | …                              | …                                     |  |  |       |  |  |                                    |  |  |                                     |  |
|                                      |   | …                              | …                                     |  |  |       |  |  |                                    |  |  |                                     |  |
|                                      |   | …                              |                                       |  |  |       |  |  |                                    |  |  |                                     |  |